# Paradoxe de Borel
Pour les articles homonymes, voir Borel.
Le paradoxe de Borel (parfois appelé le paradoxe de Borel-Kolmogorov) est un paradoxe de la théorie des probabilités en rapport avec les probabilités conditionnelles et les densités de probabilité.
Supposons que nous ayons deux variables aléatoires, X et Y, de densité de probabilité conjointe pX,Y(x,y). Nous pouvons former la densité conditionnelle de Y sachant X,
{\displaystyle p_{Y|X}(y|x)={\frac {p_{X,Y}(x,y)}{p_{X}(x)}}}
où pX(x) est la loi marginale appropriée.
En utilisant le théorème du changement de variable, nous pouvons paramétrer la loi conjointe avec les fonctions U= f(X,Y), V = g(X,Y), et pouvons alors former la densité conditionnelle de V sachant U.
{\displaystyle p_{V|U}(v|u)={\frac {p_{V,U}(u,v)}{p_{U}(u)}}}
Étant donné une condition particulière sur X et la condition équivalente sur U, l’intuition nous suggère que les densités conditionnelles pY|X(y|x) et pV|U(v|u) devraient être identiques. Ce n’est pas le cas en général.

## Un exemple concret

### Une loi uniforme
Soit la densité de probabilité conjointe
{\displaystyle p_{X,Y}(x,y)=\left\{{\begin{matrix}1,&0<y<1,\quad -y<x<1-y\\0,&{\mbox{sinon}}\end{matrix}}\right.}
La densité marginale de X se calcule
{\displaystyle p_{X}(x)=\left\{{\begin{matrix}1+x,&-1<x\leq 0\\1-x,&0<x<1\\0,&{\mbox{sinon}}\end{matrix}}\right.}
Ainsi la densité conditionnelle de Y sachant X est
{\displaystyle p_{Y|X}(y|x)=\left\{{\begin{matrix}{\frac {1}{1+x}},&-1<x\leq 0,\quad -x<y<1\\\\{\frac {1}{1-x}},&0<x<1,\quad 0<y<1-x\\\\0,&{\mbox{sinon}}\end{matrix}}\right.}
qui est uniforme suivant y.

### Nouveau paramétrage
Maintenant, appliquons la transformation suivante :
{\displaystyle U={\frac {X}{Y}}+1\qquad \qquad V=Y.}
En utilisant le théorème du changement de variable, nous obtenons
{\displaystyle p_{U,V}(u,v)=\left\{{\begin{matrix}v,&0<v<1,\quad 0<u\cdot v<1\\0,&{\mbox{sinon}}\end{matrix}}\right.}
La distribution marginale se calcule et est égale à
{\displaystyle p_{U}(u)=\left\{{\begin{matrix}{\frac {1}{2}},&0<u\leq 1\\\\{\frac {1}{2u^{2}}},&1<u<+\infty \\\\0,&{\mbox{sinon}}\end{matrix}}\right.}
Ainsi la densité conditionnelle de V sachant U est
{\displaystyle p_{V|U}(v|u)=\left\{{\begin{matrix}2v,&0<u\leq 1,\quad 0<v<1\\2u^{2}v,&1<u<+\infty ,\quad 0<v<{\frac {1}{u}}\\0,&{\mbox{sinon}}\end{matrix}}\right.}
qui n’est pas uniforme suivant v.

### Le résultat non intuitif
D'après ce qui précède, nous avons
{\displaystyle p_{Y|X}(y|x=0)=\left\{{\begin{matrix}1,&0<y<1\\0,&{\mbox{sinon}}\end{matrix}}\right.}
La condition équivalente dans le système de coordonnées u-v est U = 1, et la densité conditionnelle de V sachant U = 1 est
{\displaystyle p_{V|U}(v|u=1)=\left\{{\begin{matrix}2v,&0<v<1\\0,&{\mbox{sinon}}\end{matrix}}\right.}
Paradoxalement, V = Y et X = 0 est identique à U = 1, mais
{\displaystyle p_{Y|X}(y|x=0)\neq p_{V|U}(v|u=1).}